# Thomas Bangalter
Thomas Bangalter (Paris, 3 de janeiro de 1975) é um músico, produtor musical, cantor, DJ e compositor francês. Ele é mais conhecido como membro da antiga dupla francesa de house music Daft Punk, ao lado de Guy-Manuel de Homem-Christo. Também gravou e lançou músicas como artista solo e integrante do trio Stardust, da dupla Together. O trabalho de Bangalter influenciou uma ampla gama de artistas em vários gêneros.
Além de produtor musical, Thomas também trabalha na área cinematográfica como realizador e diretor de fotografia. Ele é filho de Daniel Vangarde e tem uma irmã adotada por outra família que mora na cidade do Rio de Janeiro. Thomas reside em Beverly Hills, na Califórnia, com sua esposa, a atriz francesa Élodie Bouchez, e os dois filhos, Tara-Jay e Roxan.

## Biografia
Thomas Bangalter começou a tocar piano aos seis anos de idade. Em entrevista, Bangalter afirmou que seus pais foram rigorosos em manter esse hábito, situação que ele agradeceria mais tarde. Seu pai, Daniel Vangarde, foi um famoso produtor de música que compôs para artistas como Gibson Brothers, Ottawan e Sheila B. Devotion. Bangalter afirmou: "eu nunca tive qualquer intenção de fazer o que meu pai fazia".
Bangalter se reunia com Guy-Manuel de Homem-Christo quando eram colegas na escola Lycée Carnot, em 1987. Foi aí que eles descobriram seu fascínio mútuo por filmes e músicas dos anos 1960 e 1970, "coisas básicas de adolescente, de Easy Rider a Velvet Underground". Eles, junto com Laurent Brancowitz, acabaram formando um trio de indie rock chamado Darlin, no qual Bangalter tocava guitarra e baixo. Bangalter considerou que essa talvez tenha sido "mais uma coisa de adolescente. Nessa idade, você sabe, todo mundo quer estar em uma banda". Em certa ocasião, uma crítica negativa se referiu a ele e aos colegas como "um bando de punks bobos" (daft punk, em inglês), apelido que inspirou o nome do grupo.[carece de fontes?]
Antes de Bangalter atingir a idade de 18 anos, o grupo Daft Punk já tinha movido o seu interesse para a música eletrônica, o que levou Brancowitz a deixar o grupo para se juntar aos colegas parisienses da banda Phoenix. Em 1993, Bangalter apresentou um material para Stuart Macmillan, do Slam, que originou o primeiro single, "The New Wave". Daniel Vangarde deu conselhos valiosos para a dupla: "Ele nos apresentou qual era a situação das gravadoras e nos mostrou como elas funcionam. Sabendo disso, nós fizemos algumas escolhas, a fim de conseguir aquilo que queríamos".
Daniel Vangarde recebeu agradecimentos pelos seus esforços nas notas de reconhecimento de Homework. O título do álbum é atribuído, em parte, ao fato de que foi gravado no quarto de Bangalter. Como ele comentou: "Eu tinha que arrastar a cama para dar espaço ao equipamento". Nos anos seguintes ao lançamento de 1997, Bangalter passou a se concentrar na sua própria gravadora, Roulé (rolar, em francês). A gravadora lançava singles de Romanthony, Roy Davis Jr., do próprio Bangalter, entre outros. Bangalter colaborou com Alan Braxe, e Benjamin Diamond e lançou em 1998 o hit "Music Sounds Better with You", gravado na Daft House, tal como foi com Homework.
Em torno da mesma época em que "Music Sounds Better with You" foi lançado, Bangalter coproduziu o segundo single de Bob Sinclar, "Gym Tonic", que usava trechos de um vídeo em que Jane Fonda fazia exercícios físicos. Fonda posteriormente negou permissão para o uso da amostra. A banda Spacedust lançou um single chamado "Gym and Tonic", que recria elementos de "Gym Tonic" e "Music Sounds Better with You". A música alcançou o número um nas paradas musicais do Reino Unido.[carece de fontes?]
Em 1998, Bangalter e Homem-Christo colaboraram com Romanthony no que se tornaria a primeira das sessões de Discovery. Uma das faixas produzidas, "One More Time", se tornou o mais bem sucedido single de Daft Punk em 2000. Bangalter também produziu, em um sintetizador Yamaha CS-60, a faixa "Embuscade" no álbum de estreia da banda Phoenix, United, lançado no mesmo ano.[carece de fontes?]
Ele também se juntou com DJ Falcon em uma parceria de dueto chamada Together, onde lançaram um single com o mesmo nome, em 2000. Mais tarde, em 2002, lançaram o single "So Much Love to Give".
A faixa "Call on Me" de Eric Prydz foi inicialmente pensada para ser um acompanhamento de Together, devido a semelhança entre as duas canções e o uso da faixa por DJ Falcon em seus espetáculos.
Em 2002, Bangalter teve um filho com a atriz Élodie Bouchez, chamado Tara-Jay. 
Entre 13 de setembro e 9 de novembro de 2004, Bangalter e Homem-Christo produziram e mixaram faixas para o álbum Human After All. Pouco depois, Bangalter mudou-se para Beverly Hills, na Califórnia. A mudança é atribuída à carreira de Bouchez em Hollywood, mas também ao interesse de Bangalter pelo cinema. Em 2 de junho de 2008, Bouchez deu à luz o seu segundo filho com Bangalter, Roxan.
Em 2017, Thomas Bangalter participa da produção do álbum Everything Now, da banda canadense Arcade Fire.
Em 22 de fevereiro de 2021, Bangalter e Homem-Christo anunciaram o fim do duo Daft Punk por meio de um vídeo publicado no YouTube, utilizando um trecho do filme Electroma, escrito e dirigido pelos dois. A informação foi confirmada ao site Pitchfork por uma publicista do grupo, Kathryn Frazier.

## Discografia

### Solo
- Trax on Da Rocks (1995)
- Spinal Scratch (1996)
- Trax on Da Rocks Vol. 2 (1998)
- Outrage (2003)

### Trilhas sonoras
- Irréversible (2002)
- Tron: Legacy (2010)
- Enter the Void (2010)
- "Riga (Take 5)", em Riga (Take 1) (2017)[13]
- "Sangria", em Climax (2018)
- "That Night in Brazil", em En corps (2022)[14]
- Mythologies (2022)

### Com outros artistas
- "M18"[15] de Manu Le Malin (1995)
- "Music Sounds Better with You" de Stardust (1998)
- "Gym Tonic"[16] de Bob Sinclair (1998)
- "Embuscade"[17] de Phoenix (2000)
- "Together" de Together (2000)
- "So Much Love To Give" de Together (2002)
- "Fout La Merde"[18] de 113 (2002)
- "Everything Now"[19] de Arcade Fire (2017)
- "Signs of Life" de Arcade Fire (2017)
- "Electric Blue" de Arcade Fire (2017)
- "Put Your Money On Me" de Arcade Fire (2017)
- "Supercherie"[20] de Matthieu Chedid (2019)
- "L'autre paradis" de Matthieu Chedid (2019)